# تاريخ النفط في السعودية

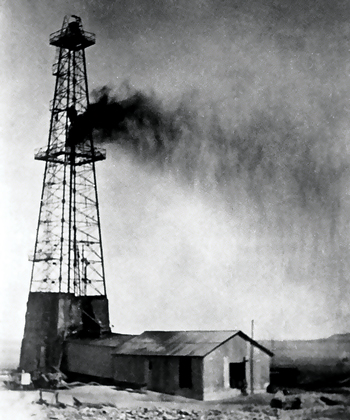
بئر الدمام رقم 7 «بئر الخير» في 4 مارس 1938.

تاريخ النفط في السعودية أخذت قصة اكتشاف النفط في المملكة العربية السعودية منحنى تاريخي ضخم حيث تحولت المملكة من منطقة يتركز اقتصادها حول تربية المواشي والزراعة والتجارة والصناعات البسيطة وكان موردها الأساسي يعتمد على الحج والعمرة، إلى دولة تعتمد على 90% من ايراداتها من عوائد النفط، وكانت بداية تاريخ النفط في المملكة عندما بدأ الملك عبدالعزيز آل سعود التفكير في الحاجة إلى تطوير دخل المملكة ليساهم ذلك في نهضة الدولة الفتية، وقامت المملكة بمنح امتياز للتنقيب عن البترول للنقابة الشرقية العامة في عام 1923، وذلك قبل أن يتم توحيد البلاد، وقد انتهى ذلك الامتياز في العام 1928، حيث لم تقم النقابة بإجراء أي أعمال تنقيبية.

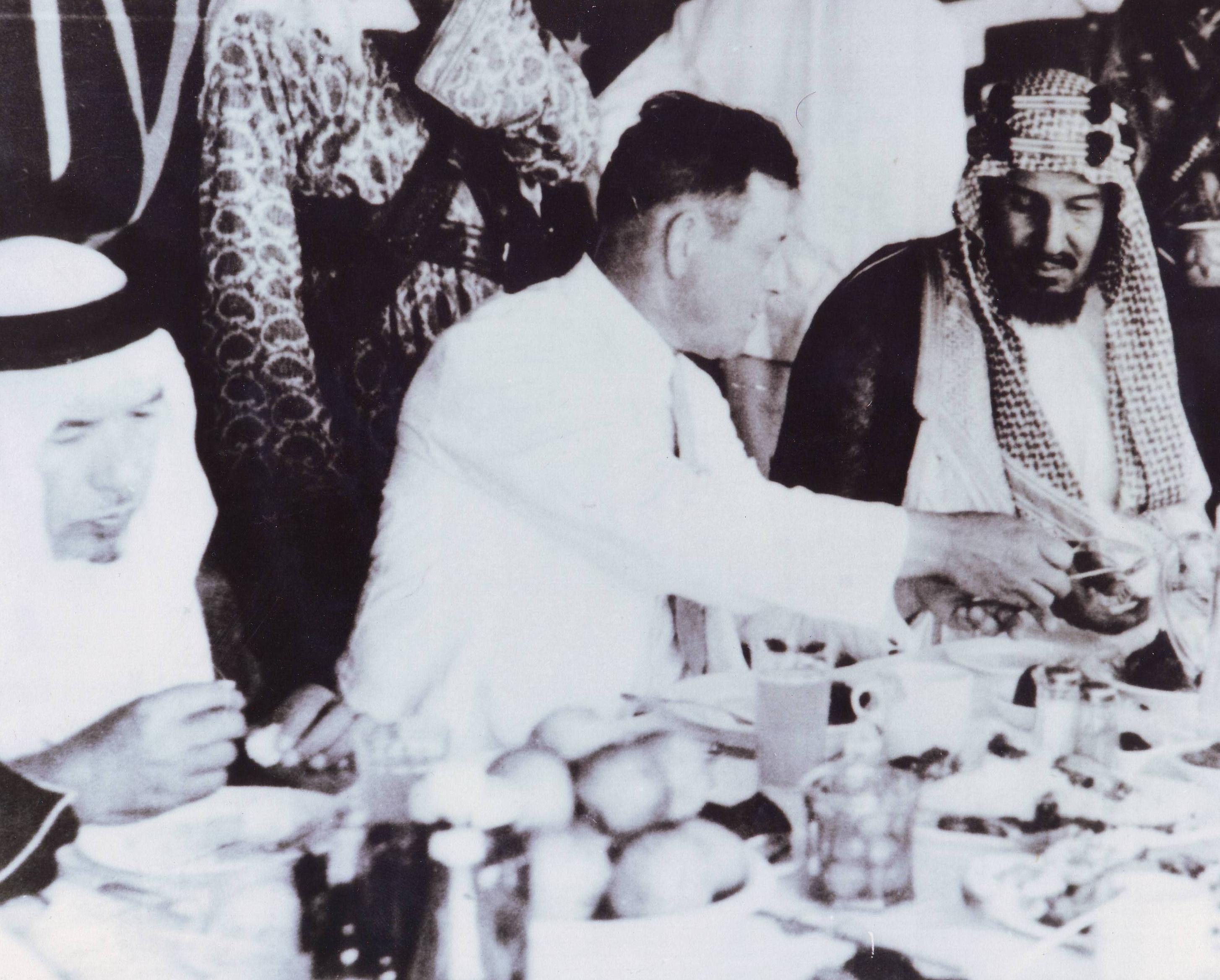
مؤسس المملكة العربية السعودية الملك عبدالعزيز آل سعود مع وزير البترول الأمريكي

## تاريخ النفط في السعودية

### بريطانيا
طلب الملك عبد العزيز آل سعود الحصول على الدعم المالي يقارب 500,000 جنيه إسترليني من الحكومة البريطانية للاستفادة به في التنمية الاقتصادية للمملكة العربية السعودية بما في ذلك تمويل استكشاف مكامن النفط. وتوثق المحاضر الرسمية من الاجتماعات المنعقدة بين المسؤولين البريطانيين والسعوديين رفض بريطانيا تقديم المساعدة المالية للسعوديين في مجال استكشاف النفط. وصرح فؤاد حمزة أن معه تقرير يقيّم الموارد المعدنية في الحجاز والأحساء أعده مهندس التعدين الأمريكي كارل تويتشيل. ومع ذلك، فأنه أصّر أنه يفضل التعامل مع البريطانيين ويرحب بمساعدة شركات النفط البريطانية في بلاده. ولكن أوصد كبير المسؤولين البريطانيين - السير لانسلوت أوليفانت - الباب في وجه هذه الدعوة أثناء المحادثات وأصرح أن الوقت الراهن «لا يشجع أبداً على القيام بأي مغامرات مالية». وأسهب أوليفانت قائلًا إن «الشركات البريطانية قد تتردد في قبول تقرير لم يعده خبير بريطاني» وتشكك في استعداد الشركات البريطانية «لإهدار المال في دولة غير معروفة جيدًا في الوقت الحاضر».

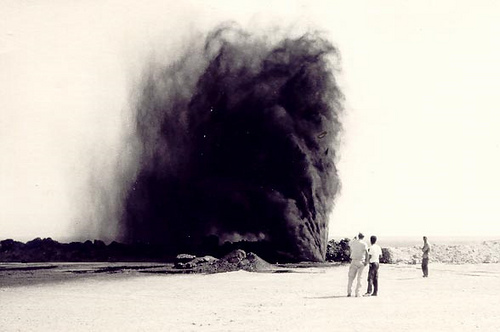
أحد آبار النفط وهو يفور، 1956م.

### الولايات المتحدة
بدأت قصة اكتشاف البترول في المملكة حين وقع الملك عبد العزيز بن عبد الرحمن آل سعود في 29 مايو من عام 1933 اتفاقية الامتياز للتنقيب عن البترول بين حكومة المملكة وشركة ستاندرد أويل أوف كاليفورنيا (سوكال)، وفي 8 نوفمبر من نفس العام تم إنشاء شركة تابعة هي شركة كاليفورنيا أريبيان ستاندرد أويل كومباني (كاسوك) لإدارة الامتياز، وتمت عملية المسح بإعداد خارطة هيكلية لقبة الدمام، موقع اكتشاف أول حقل نفطي في المملكة، واعتمد الجيولوجيون الأمريكيون الأوائل على البدو لإرشادهم من مكان إلى آخر، في العام 1935 تم حفر أول بئر اختبارية في الظهران في قبة الدمام التي لم تأت نتائجها محققة للتطلعات، ولكن لأن الدلائل كانت تشير إلى وجود الزيت والغاز، فقد استمرت الشركة في الحفر، وبعد خمس سنوات من الحفر غير المثمر، بدا أن بئر الدمام رقم 7 ليست سوى طريق مسدود آخر، وفي 4 مارس من عام 1938 بدأت بئر الدمام رقم 7 إنتاج 1.585 برميل في اليوم على عمق 1.5 كيلومتر تقريبا.
في عام 1942 توقفت أعمال رسم الخرائط الخاصة بالحقل بسبب محدودية القوى العاملة والمعدات أثناء الحرب، في العام 1943 ولصعوبة الحصول على قطع غيار السيارات تمت الاستعانة بالإبل لتزويد مخيم الجوف النائي بإمدادات زيت الديزل والبنزين وطين الحفر والإسمنت، في 31 يناير من عام 1944 وفي خطوة تهدف إلى إبراز دور المملكة بين الدول المنتجة للنفط، تم تغيير اسم كاسوك إلى شركة الزيت العربية الأمريكية، والتي أصبحت تعرف اختصارا باسم شركة أرامكو السعودية، وفي العام 1950 اكتمل خط الأنابيب عبر البلاد العربية التابلاين الممتد بطول 1.212 كيلومتر، ليكون بذلك أطول خط أنابيب في العالم، وقد ربط خط التابلاين شرق المملكة العربية السعودية بالبحر الأبيض المتوسط، وأسهم بشكل كبير في اختصار وقت وتكلفة تصدير النفط إلى أوروبا، وقد ظل خط التابلاين يعمل حتى عام 1983 .
في العام 1952 نقل مقر الشركة من نيويورك إلى الظهران، وبعد مضي أكثر من 80 عاما أصبحت أرامكو السعودية تتبوأ مركز الصدارة في الصناعات البترولية حيث تجاوز إنتاج الزيت عشرة ملايين برميل يوميا وتدير الشركة احتياطيات تقليدية من الزيت الخام يبلغ 260.2 بليون برميل ومن احتياطيات الغاز 284.8 تريليون قدم مكعبة قياسية، واكتشفت 116 حقل زيت وغاز على مدى تاريخ الشركة كان آخرها حقل الزيت اسادف وحقلا الغاز أم رميل والشعور، وكان آخر مشاريع الشركة هو مشروع مصفاة جازان، وكانت بئر الدمام رقم 7 التي صدر أمر عبد الله بن عبد العزيز آل سعود بتغيير اسمها إلى بئر الخير، بداية إنتاج النفط تلاها عدة حقول أهمها حقل الغوار الذي يعد أكبر حقل نفط في العالم، وحقل السفانية، وبعد 45 عام من الإنتاج المتواصل في العام 1982 أوقف حقل الدمام لأسباب تشغيلية إلا أنه لا يزال قادر على إنتاج النفط.

## المبادرات الحكومية
تعد المبادرات والتنظيم الحكومي التي قامت به الدولة جزء لا يتجزأ من تاريخ النفط في المملكة العربية السعودية، فقد قامت الحكومات السعودية المتعاقبة بتأطير العمل النفطي وتنظيمة وذلك بانشاء وزارة البترول، وفي تلك الفترة قامت الحكومة أيضا بتأسيس شركة أرامكو السعودية التي أصبحت فيما بعد أكبر شركة منتجة للنفط الخام في العالم، كما قامت الحكومة بالتعاون مع بعض الدول بتأسيس منظمة أوبك ومنظمة أوابك.

### وزارة البترول
كانت المديرية العامة لشؤون البترول والمعادن تابعة لوزارة المالية السعودية إلى أن أصدر الملك سعود بن عبد العزيز مرسوما ملكيا بفصل المديرية عن وزارة المالية السعودية وتحويلها إلى وزارة وذلك في العام 1960، وقد دأبت الوزارة منذ إنشائها على تطوير صناعة البترول والغاز في المملكة العربية السعودية وزيادة الفائدة المتحققة منها للاقتصاد الوطني، كما سعت لتحسين علاقات المملكة في مجال عملها مع المنتجين والمستهلكين من دول العالم.

### أرامكو

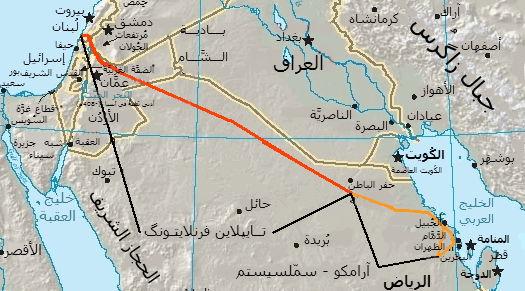
خريطة تبين التابلاين الممتد من القيصومة إلى صيد

في عام 1944 تم تغيير اسم شركة كاسوك صاحبة حقوق التنقيب عن النفط في السعودية لنكون الشركة العربية الأمريكية للزيت أرامكو الأمريكية، وفي عام 1945 بدأ معمل التكرير في رأس تنورة أعماله، وفي عام 1948 اشترت شركة إسو نيوجيرسي للزيت القياسي حصة 30٪ من أسهم أرامكو الأمريكية من شركتي سوكال وتكساكو، وثم قامت شركة سوكوني فاكيوم والتي اشترتها إكسون موبيل لاحقا بشراء حصة 10٪ من أرامكو الأمريكية من شركتي سوكال وتكساكو، مما ترك لكل من سوكال وتكساكو حصة 30٪ بأرامكو الأمريكية، وفي عام 1950 هدد الملك عبد العزيز آل سعود بتأميم المنشآت النفطية في البلاد، وبالتالي استطاع الحصول على حصة من أرباح أرامكو الأمريكية، وكانت هناك عمليات مماثلة حدثت مع شركات النفط الأمريكية في فنزويلا في نفس الوقت، فقامت الحكومة الأمريكية بمنح شركة أرامكو الأمريكية تخفيضات ضريبية تعادل الأرباح التي كانت تمنح للملك عبد العزيز آل سعود، والتي عرفت باسم الحيلة الذهبية، وفي الترتيب الجديد تم نقل مقر الشركة من نيويورك إلى الظهران في عام 1950، وتم إنجاز خط الأنابيب عبر البلاد العربية التابلاين الذي يربط بين حقول الزيت في المنطقة الشرقية ولبنان على ساحل البحر الأبيض المتوسط، وفي عام 1951 تم اكتشاف حقل السفانية أكبر حقل زيت في المنطقة المغمورة في العالم، وفي عام 1956، تؤكد الشركة نطاق حقلي الغوار والسفانية ليصبح حقل الغوار أكبر حقل نفط في العالم، فيما يحتل حقل السفانية صدارة أكبر حقول النفط في المنطقة المغمورة في العالم.
في عام 1961 قامت الشركة بمعالجة غاز البترول المسال (البروبان والبوتان) للمرة الأولى في معمل تكرير رأس تنورة ونقله إلى العملاء، وفي عام 1966 بدأت ناقلات النفط في الرسو في الجزيرة الاصطناعية، وهي منصة تحميل الزيت الخام الجديدة في مياه الخليج العربي مقابل رأس تنورة، وفي عام 1973 وبعد دعم الولايات المتحدة لإسرائيل خلال حرب أكتوبر، استحوذت الحكومة السعودية على حصة 25٪ من شركة أرامكو الأمريكية، وفي عام 1974 ارتفعت حصة الحكومة السعودية إلى 60٪، وفي عام 1975 تم إطلاق مشروع شبكة الغاز الرئيسة، وفي عام 1980 استطاعت الحكومة السعودية الحصول على حصة 100٪ من أرامكو الأمريكية، ومن ثم السيطرة الكاملة على الشركة، وفي عام 1981 تم إنشاء خط الأنابيب شرق - غرب الذي أنشئ لنقل سوائل الغاز الطبيعي والزيت الخام، والذي يربط بين المنطقة الشرقية وساحل البحر الأحمر، وفي عام 1982 تم افتتاح مركز التنقيب وهندسة البترول في الظهران، وفي عام 1984 تملكت الشركة أول أربع ناقلات عملاقة تابعة لها، وفي عام 1987 تم الانتهاء من توسعة خط أنابيب الزيت الخام شرق - غرب لتزيد طاقته إلى 3.2 مليون برميل في اليوم.
وفي عام 1988 تم تعديل اسم شركة أرامكو الأمريكية بمرسوم ملكي إلى شركة الزيت الأمريكية العربية السعودية أو شركة أرامكو السعودية، والذي ترتب عليه إدارة العمليات والسيطرة على النفط والغاز السعودي، وأصبحت أرامكو السعودية شركة مملوكة بالكامل للحكومة السعودية، وفي عام 1989 تم اكتشاف الزيت والغاز بنوعية جنوب الرياض، في أول اكتشاف يتم خارج منطقة الأعمال الأصلية للشركة، وقامت أرامكو السعودية وتكساكو بإطلاق مشروعهما المشترك للتكرير والتسويق ستار إنتربرايز، وفي عام 1991 قامت الشركة بلعب دور رئيسي في مكافحة انسكاب الزيت في مياه الخليج العربي، في عام 1992 تم زيادة طاقة خط أنابيب الزيت الخام شرق - غرب إلى 5 ملايين برميل في اليوم، وقامت إحدى الشركات التابعة لأرامكو السعودية بشراء حصة 35% في شركة سانق يونق أويل ريفايننق التي تعرف الآن باسم إس أويل في كوريا الجنوبية، في عام 1993 وتحت طلب الحكومة السعودية بأن تتعامل شركة واحدة فقط مع إنتاج النفط بالمملكة، تولت الشركة المسؤولية عن جميع الحصص العائدة للمملكة في مشاريع التكرير والتسويق والتوزيع ومشاريع التكرير المشتركة، بعد صدور مرسوم ملكي لدمج شركة أرامكو السعودية مع شركة سمارك (شركة وطنية لتكرير النفط).

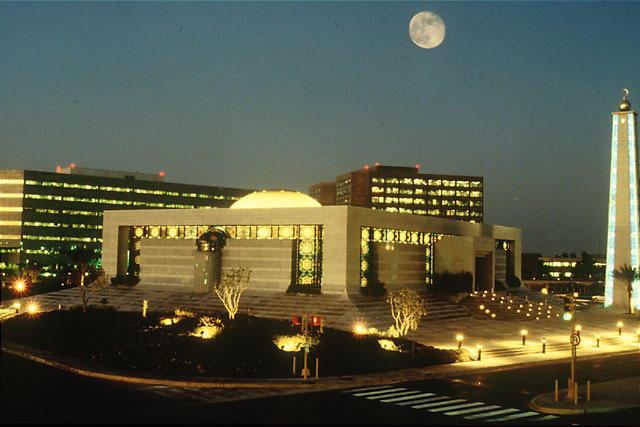
مقر شركة أرامكو السعودية بالظهران

في عام 1994 تمت إعادة طاقة الإنتاج القصوى الثابتة إلى مستواها البالغ 10 ملايين برميل في اليوم، في عام 1995 أنجزت الشركة برنامج تملك 15 ناقلة زيت خام ضخمة، وتم تعيين رئيس الشركة وكبير إدارييها التنفيذيين علي النعيمي وزيرا للبترول والثروة المعدنية، وفي عام 1999 قام الملك عبد الله بن عبد العزيز بافتتاح حقل الشيبة في صحراء الربع الخالي، الذي يعد واحد من أكبر المشاريع من نوعه في العالم، وتم إنجاز خط الأنابيب متعدد المنتجات بين الظهران - الرياض - القصيم ومشروع تطوير معمل تكرير رأس تنورة، في عام 2000 تم تأسيس شركة أرامكو لأعمال الخليج المحدودة لتولي إدارة الحصة البترولية للمملكة في المنطقة المغمورة التابعة للمنطقة المحايدة المقسومة سابقا بين المملكة العربية السعودية والكويت، واستمر العمل في إنشاء مرافق جديدة في مشروعي معملي الغاز في الحوية وحرض لمعالجة الغاز لتسليمه إلى شبكة الغاز الرئيسية ثم إلى الأسواق المحلية، وفي عام 2001 تم تدشين معمل غاز الحوية بسعة إنتاجية تبلغ 1.6 مليار قدم مكعبة قياسية من الغاز غير المصاحب في اليوم، وفي عام 2003 تم الانتهاء من معمل غاز حرض، وفي عام 2013 تم البدء في تنفيذ مشروع مصفاة بترول جازان في جنوبي غرب المملكة العربية السعودية.

### أوبك وأوابك
كانت المملكة العربية السعودية أحد الدول الخمسة المؤسسة لمنظمة الدول المصدرة للبترول أوبك، وذلك في شهر سبتمبر 1960، وتهدف المنظمة إلى توحيد السياسات البترولية بين أعضائها وذلك لتحقيق عائد مناسب للدول المنتجة وللمستثمرين، وضمان مقابلة الطلب على البترول بأسعار عادلة، وفي صيف عام 1967 اقترحت المملكة على الكويت وليبيا إنشاء منظمة تجمع الدول العربية المصدرة للبترول، وبعد تدارس الموضوع قامت الدول الثلاث بالتوقيع على اتفاقية إنشاء منظمة الأقطار العربية المصدرة للبترول أوابك في بيروت في يناير 1968، وتم اختيار الكويت كمقر رئيسي لها، وقد نمى عدد الدول الاعضاء في المنظمة سريعا ليصبح عشرة أعضاء في العام 1973، وتهدف المنظمة إلى تطوير الصناعة البترولية من خلال التعاون بين أعضائها.